# Daihinibaenetes
Daihinibaenetes là một chi dế thuộc họ Rhaphidophoridae.

## Các loài
Có 3 loài được mô tả trong chi Daihinibaenetes.
- Daihinibaenetes arizonensis (Tinkham, 1947) i c g b
- Daihinibaenetes giganteus Tinkham, 1962 i c g b
- Daihinibaenetes tanneri Tinkham, 1962 i c g b

Data sources: i = ITIS, c = Catalogue of Life, g = GBIF, b = Bugguide.net